# Grand Prix de Denain 1977
Il Grand Prix de Denain 1977, diciannovesima edizione della corsa, si svolse il 12 aprile su un percorso con partenza e arrivo a Denain. Fu vinto dal francese Robert Mintkiewicz della Gitane-Campagnolo davanti ai belgi Serge Vandaele e Albert Van Vlierberghe.

## Ordine d'arrivo (Top 10)
| Pos. | Corridore              | Squadra                | Tempo |
| ---- | ---------------------- | ---------------------- | ----- |
| 1    | Robert Mintkiewicz     | Gitane-Campagnolo      |       |
| 2    | Serge Vandaele         | Maes Pils-Mini-Flat    |       |
| 3    | Albert Van Vlierberghe | Flandria-Velda-Latina  |       |
| 4    | André Dierickx         | Maes Pils-Mini-Flat    |       |
| 5    | Willem Peeters         | Ijsboerke-Colnago      |       |
| 6    | Willy In 't Ven        | Bianchi-Campagnolo     |       |
| 7    | Franky De Gendt        | Ijsboerke-Colnago      |       |
| 8    | Ludo Peeters           | Ijsboerke-Colnago      |       |
| 9    | Willy Teirlinck        | Gitane-Campagnolo      |       |
| 10   | Geert Malfait          | Frisol-Thirion-Gazelle |       |